# František Hons
František Hons (8. ledna 1904 Předín – 17. ledna 1974 Brno) byl český a československý politik Komunistické strany Československa a poslanec Sněmovny národů Federálního shromáždění za normalizace.

## Biografie
Pocházel z dělnické rodiny z Třebíčska. Vyučil se truhlářem a pracoval na různých místech. Členem KSČ se stal již v meziválečném období ve věku dvaceti let, kdy se angažoval v Rudých odborech. Za druhé světové války byl aktivní v komunistickém odboji. Po válce zastával stranické funkce na okresní a krajské úrovni. Na celostátní konferenci KSČ byl 18. prosince 1952 zvolen kandidátem Ústředního výboru Komunistické strany Československa. Za člena Ústředního výboru Komunistické strany Československa ho pak zvolil X. sjezd KSČ a XI. sjezd KSČ. XII. sjezd KSČ ho zvolil na post člena Ústřední kontrolní a revizní komise KSČ. V této funkci ho potvrdil XIII. sjezd KSČ a XIV. sjezd KSČ. Kromě toho byl v období listopad 1968 – květen 1971 členem Byra pro kontrolní a revizní práci v českých zemích. Byl mu udělen Řád republiky, Řád Vítězného února a Řád práce. K roku 1971 se uvádí profesně jako předseda ONV.
Ve volbách roku 1971 zasedl do české části Sněmovny národů (volební obvod č. 57 – Třebíč, Jihomoravský kraj). Ve FS setrval do své smrti roku 1974. Pak ho nahradil Jan Baryl.